# Rhyncomya viridaurea
Rhyncomya viridaurea är en tvåvingeart som först beskrevs av Christian Rudolph Wilhelm Wiedemann 1824.  Rhyncomya viridaurea ingår i släktet Rhyncomya och familjen Rhiniidae. Inga underarter finns listade i Catalogue of Life.